# تيزكين (آيت توخسين)
تيزكين هو دُوَّار يقع بجماعة آيت سدرات الجبل العليا، إقليم تنغير، جهة درعة تافيلالت في المملكة المغربية. ينتمي الدوّار لمشيخة آيت توخسين التي تضم 5 دواوير. يقدر عدد سكانه بـ 994 نسمة حسب الإحصاء الرسمي للسكان والسكنى لسنة 2004.

## روابط خارجية
- البوابة الوطنية للجماعات الترابية نسخة محفوظة 12 مارس 2018 على موقع واي باك مشين.
- المندوبية السامية للتخطيط